# 中院文庫本源氏物語
中院文庫本源氏物語（なかのいんぶんこほんげんじものがたり）は、源氏物語の写本の一つ。京都大学附属図書館の中院文庫所蔵となっているためこの名称で呼ばれる。

## 概要
列帖装の枡形本。花宴、葵の2帖が欠けており52帖が現存する。もとは中院家に伝わったものであり、1923年（大正12年）12月28日に住友家の当主住友吉左衛門（15代）が京都帝国大学に寄贈したことにより現在は京都大学附属図書館の中院文庫所蔵（貴重書）となっている。中院家は大臣家の家格を有する公家であり、源氏物語の注釈書である『岷江入楚』を著した中院通勝等を輩出して室町時代末期から江戸時代にかけて源氏学を担った。
本写本の書写者は中院通茂と推定されている。各巻奥書に書写日についての記述があり、桐壺は大永5年6月27日（1525年7月27日）に書写され、夢浮橋は享禄4年正月22日（1531年2月19日）に書写を完了したとされるが、その後も度々校合を行ったとされており、夢浮橋巻末にある墨書の奥書にある「慶安2年（1649年）に校了したといった記述」のように江戸時代に入ってからのものもある。本文は青表紙本系統であり、わずかな用字の違いを除くと日本大学所蔵の三条西家本に極めて近く、1面10行であることのほか、字配り、合点、朱点、ミセケチまで一致する。
『校異源氏物語』や『源氏物語大成校異編』、『源氏物語別本集成』（正・続）といった主要な校本への採用は無いが、本文研究の論文などにおいて「京」の写本記号で考察の対象とされることがある。